# Bombový útok na Wall Street

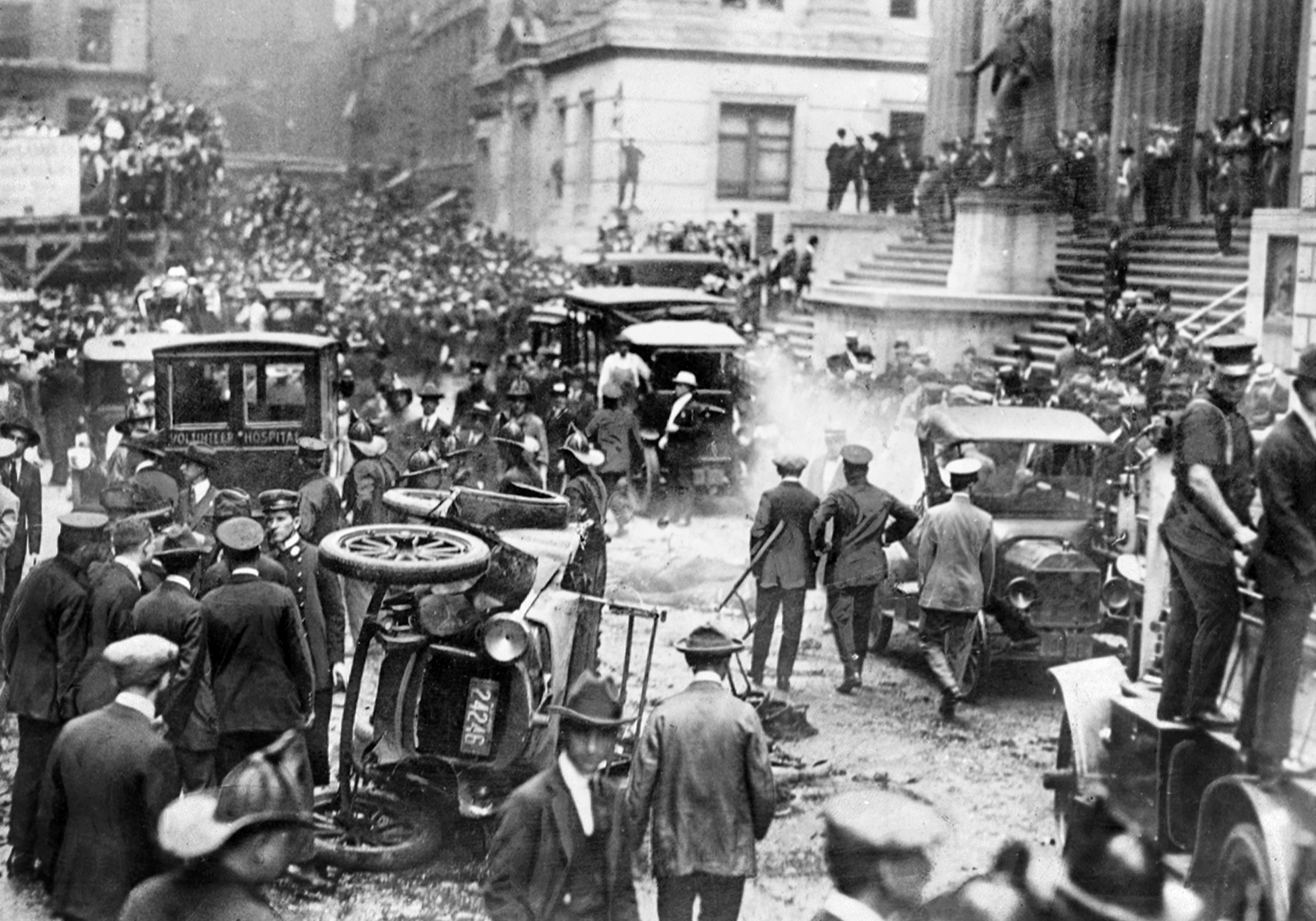
Místo činu po výbuchu (napravo je vidět budova Federal Hall)

Bombový útok na Wall Street se odehrál 16. září 1920 ve 12:01 na ulici Wall Street 23 ve Finančním distriktu na Manhattanu ve městě New York. Exploze zabila 38 lidí (30 zemřelo přímo na místě výbuchu). Zraněných byly stovky.
Případ nebyl nikdy vyřešen, ačkoliv se řada historiků domnívá, že za útokem mohli stát galleanisté (skupina italských anarchistů), nicméně v podezření byli i další lidé mimo okruh těchto podezřelých.

## Útok
V poledne 16. září 1920, v okamžiku, kdy na místě bylo velké množství úředníků, makléřů a zaměstnanců finančních institucí, kteří šli na oběd, došlo před budou banky J.P. Morgan & Co. na Wall Street k výbuchu nálože, která byla umístěna ve voze taženém koňmi. Okamžitě zemřelo 30 lidí a více než 300 bylo zraněno. Vedoucí zaměstnanců firmy J.P. Morgan William Joyce, který seděl u předního okna u ulice byl rovněž mezi mrtvými. Junius Morgan syn finančníka J. P. Morgana byl mezi zraněnými.

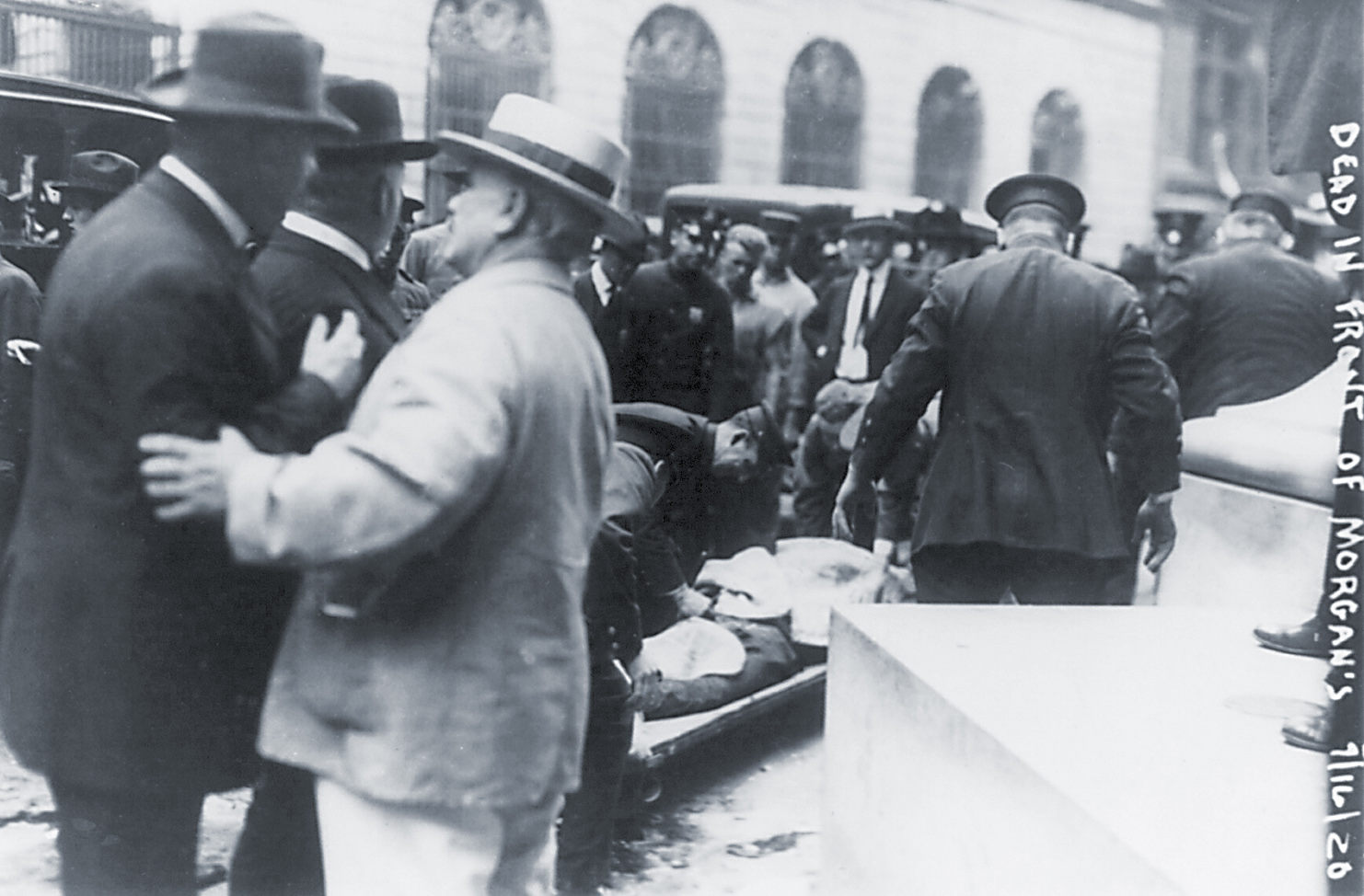
Záchranářské práce na místě výbuchu

Mezi mrtvými a zraněnými bylo velké množství mladých lidí; poslíčci, stenografové, úředníci a makléři. Výbuch způsobil značné škody v řádech milionů dolarů, rovněž byla velmi poničena budova J.P. Morgan & Co. Po výbuchu byly zranění odváženi do nemocnic, k tomuto účelu byla policisty zabavena soukromá vozidla. Následkem výbuchu byla okamžitě uzavřena burza New York Stock Exchange.

## Vyšetřování
Na následném vyšetřování se podílela newyorská policie, Bureau of Investigation (předchůdce později založeného The Federal Bureau of Investigation, česky Federální úřad pro vyšetřování) a Tajná služba Spojených států amerických. Byly vyslechnuty stovky lidí, kteří se na místě činu nacházeli před explozí, během ní a po ní, nicméně výslechy nepřinesly hodnotné informace.
Ačkoliv se pachatele nikdy nepodařilo vypátrat, tak se dnes soudí, že za útok stála skupina anarchistů, kteří byli přívrženci italského anarchisty Luigiho Galleaniho, který byl v červnu 1919 deportován do Itálie. Důvodem je, že krátce předtím, než bomba explodovala, byl do poštovní schránky na rohu Cedar Street a Broadwaye umístěn anonymní dopis, který zněl ve znění: "Pamatujte, nebudeme to dále trpět. Propusťte politické vězně, nebo jistě zemřete. Američtí anarchističtí bojovníci." (anglicky "Remember, we will not tolerate any longer. Free the political prisoners, or it will be sure death for all of you. American Anarchist Fighters."). Navzdory tomuto dopisu se pachatele nepodařilo odhalit. Dalšími možnými podezřelými byla Americká komunistická strana a dokonce i samotný Vladimir Iljič Lenin.

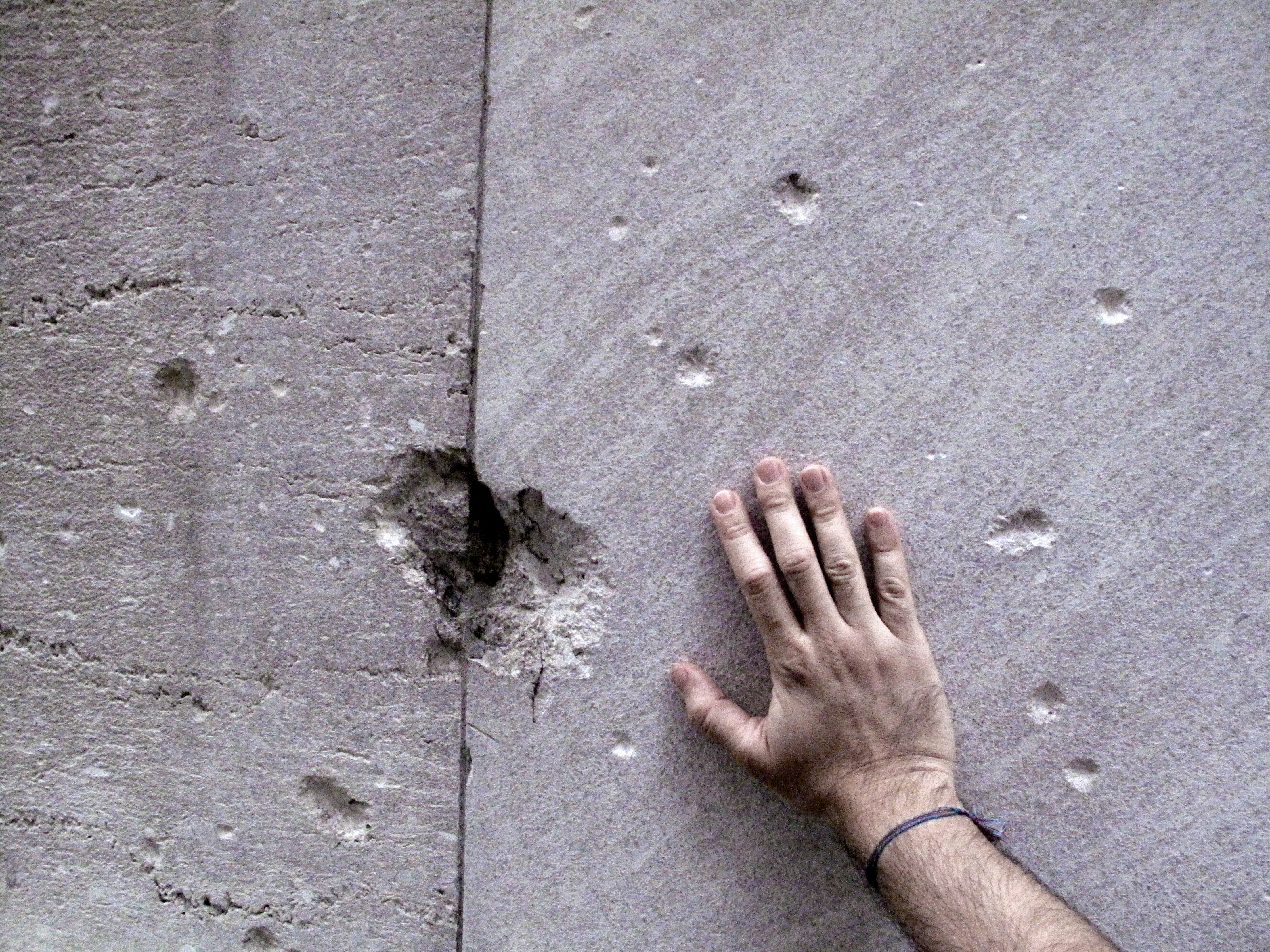
Stopy po výbuchu na fasádě budovy 23 Wall Street

Do současnosti (2019) jsou na fasádě budovy na ulici Wall Street 23 vidět stopy po výbuchu.